# Suncorp-Metway

Altes Logo

Suncorp-Metway ist ein australisches Unternehmen mit Firmensitz in Brisbane.
Das Unternehmen entstand 1996 aus einer Fusion der Unternehmen Suncorp, Metway Bank und der Queensland Industry Development Corporation (QIDC). Rund 13.000 Mitarbeiter waren 2022 im Unternehmen beschäftigt. Das australische Versicherungsunternehmen GIO General Ltd. ist ein Tochterunternehmen von Suncorp-Metway. Zum Unternehmen gehört des Weiteren die Promina Group, die verschiedene Versicherungen anbietet (AAMI, Apia, Just Car Insurance, Shannons, InsureMyRide, Vero, Asteron und Tyndal).